# Lac Nantahala
Le lac Nantahala (en anglais : Nantahala Lake) est un lac de barrage américain dans les comtés de Clay et Macon, en Caroline du Nord. Situé à 917 mètres d'altitude au sein de la forêt nationale de Nantahala, il relève du bassin du Mississippi.